# Robert Eisenman
O Dr. Robert H. Eisenman é professor de religiões do Médio Oriente e de Arqueologia e Director do Instituto para o Estudo das Origens Judaico-Cristãs na California State University, de Long Beach e é também membro visitante do Linacre College, da Universidade de Oxford. Consultor da Biblioteca Huntington na sua decisão para tornar os Pergaminhos do Mar Morto acessíveis aos investigadores, ele foi uma das figura líderes na campanha mundial pelo acesso aos pergaminhos pelos investigadores.

## Obra
- James the Brother of Jesus ( 1998 )
- The Dead Sea Scrolls
- The First Christians ( 1996 )
- Co-Autor de "'The Facsimile Edition of the Dead Sea Scrolls" ( 1989 )
- The Dead Sea Scrolls Uncovered( 1992 ).
- Maccabees, Zadokites, Christians and Qumran: A New Hypothesis of Qumran Origins ( 1982 )
- James the Just in the Habakkuk Pesher ( 1984 ).
- Islamic Law in Palestine and Israel (1978)